# Cloppenburg (stad)
Cloppenburg is een stad in de Duitse deelstaat Nedersaksen, ongeveer 100 km ten oosten van de Nederlandse grens ter hoogte van Ter Apel. Het is de Kreisstadt van het gelijknamige Landkreis Cloppenburg. De stad heeft de status van selbständige Gemeinde.
Cloppenburg ligt in het Oldenburger Land tussen Osnabrück en Oldenburg, telt 35.966 inwoners (31 december 2020) en heeft een oppervlakte van 70,62 km².

## Verkeer en vervoer
- Auto: Autobahn A1, afslag 63, bij Bühren, 15 km oostwaarts; Bundesstraße 213 leidt via Löningen, Lingen en Nordhorn naar Nederland. Bundesstraße 72 leidt om de stad heen o.a. naar de A1 en verder naar Norden in Oost-Friesland.
- Trein: Cloppenburg heeft een station aan de spoorlijn van Osnabrück naar Oldenburg.
- Bus: Naar Cloppenburg rijden, vooral in de ochtendspits, school- en streekbussen vanuit veel dorpen in de omgeving; vanuit Cloppenburg rijden deze dan weer terug, als 's middags de middelbare scholen zijn uitgegaan.
- Vliegtuig: Tussen Cloppenburg en Garrel ligt een klein vliegveld, Flugplatz Varrelbusch. Van 1940 tot 1945 was het een Fliegerhorst van de Luftwaffe. Mogelijk van hier zijn de Duitse bommenwerpers opgestegen, die  op 14 mei 1940 het bombardement op Rotterdam hebben uitgevoerd. Het veld  ligt hemelsbreed 7 km ten noorden van het stadscentrum. Het veld heeft ICAO-code	EDWU en IATA-code VAC. Het heeft één graspiste, die 930 meter lang en 32 meter breed is. Het veld wordt veel gebruikt door parachutespringers, zowel militaire als civiele. Kleine vliegtuigjes, zoals Cessna's, en zweefvliegtuigjes kunnen hier opstijgen en landen.

## Geschiedenis
De historie van een graafschap met de naam Cloppenburg begint in 814. Het kerkdorp Crapendorf, dat nu de zuidwestelijke helft van de stad is, groeide in de middeleeuwen uit tot een plaats met dorpsplein, een landhuis en een molen. De boerderijen lagen verspreid buiten de dorpskern. De bewoners vonden hun bestaan voornamelijk in de landbouw.
Het graafschap Tecklenburg, waar Cloppenburg in de middeleeuwen lange tijd toe behoorde, had nauwe banden met diverse graafschappen in Nederland, zoals die van Arnhem en Zutphen door de graaf van Zutphen, Otto II van Gelre.
Van 1298 tot de verwoesting in  1805 stond er een kasteel in Cloppenburg. Hier omheen groeide de nederzetting van die naam. 
Nabij de schaarse overblijfselen van het kasteel staat sinds 1907, in een klein stadspark, het gebouw van het Amtsgericht (gerechtsgebouw) van Cloppenburg.
De Dertigjarige Oorlog trof Cloppenburg zwaar. De Zweedse troepen onder Tilly veroverden het in 1622 en trokken pas in 1650 af.
In 1716 was er veel schade door een grote stadsbrand.
In 1855 werden Crapendorf en Cloppenburg tot de stad Cloppenburg samengevoegd. Hierna volgde, mede doordat de plaats een spoorwegstation kreeg, een snelle groei. In de tijd tot 1914  kwamen er ook meer faciliteiten, zoals een Amtsgericht, een gymnasium, een eigen stadskrant met drukkerij  en een nieuwe rooms-katholieke kerk.
In 1934 werd begonnen met de aanleg van het openluchtmuseum Museumsdorf Cloppenburg, een van de oudste in Duitsland.  Dit museum is van blijvend belang voor de economie van de stad (toerisme).
'
Eind 1936 waren Cloppenburg en het nabijgelegen bedevaartsoord Bethen het toneel van fel protest tegen het beleid van het nationaalsocialisme  dat was gericht tegen kruisbeelden en andere christelijke symbolen in scholen, openbare gebouwen en in de openbare ruimte. Deze protesten, die in Nedersaksen de geschiedenis zijn ingegaan als Kreuzkampf,  werden massaal gesteund door Duitse oud-strijders uit de Eerste Wereldoorlog, die in Bethen ter bedevaart plachten te gaan en ook de gewoonte hadden, het in de crypte van de Bethener kerk aanwezige oorlogsmonument te bezoeken. Ook de Evangelisch-Lutherse kerk van Duitsland was solidair. Uiteindelijk gaf het regime op één punt toe: de kruisbeelden in de scholen werden niet verwijderd. Verdergaande protesten, waarbij het ook tot een enkel opstootje met SA-ers kwam, hadden geen succes. Zes deelnemers aan de protesten werden weggevoerd naar concentratiekamp Oranienburg. Bisschop Clemens August von Galen heeft nog aan de protesterenden zijn dank uitgesproken in een herderlijk schrijven.
In een plantsoen in het centrum van Cloppenburg is een gedenkteken met een groot kruis opgericht ter herinnering aan deze gebeurtenissen.
Op 27 november 1938 hield kapelaan Ernst Henn  (die als jongen van 18 in Cloppenburg eindexamen gymnasium had gedaan) een moedige, vurige protestpreek tegen de nazi-misdaden.  Deze Ernst Henn moest daarna als hospik naar het Oostfront, werd in Rusland ziek, keerde na zijn herstel terug naar de omgeving van Cloppenburg en stierf in 1945 in Löningen, 24 km ten zuidwesten van Cloppenburg,  een heldendood. In Cloppenburg is een straat naar hem genoemd. Ook heeft de stad in 2019 een naar Ernst Henn genoemde prijs ter beloning van bijzondere moed ingesteld.
Na de Tweede Wereldoorlog groeide de stad sterk door de onderbrenging van veel uit Oost-Europa gedeporteerde en gevluchte Duitsers ( van wie velen uit de voormalige Sovjet-Unie), en door de vestiging van belangrijke voedingsmiddelenindustrie. Tot plm. 2008 was de aardappelzetmeelfabriek Pfanni ( een dochteronderneming van het Unilever-concern) er gevestigd. Een 76 m hoog fabrieksgebouw  (Pfanni-Turm) is blijven staan en herinnert hier nog aan.

## Bezienswaardigheden
- Museumsdorf Cloppenburg, openluchtmuseum

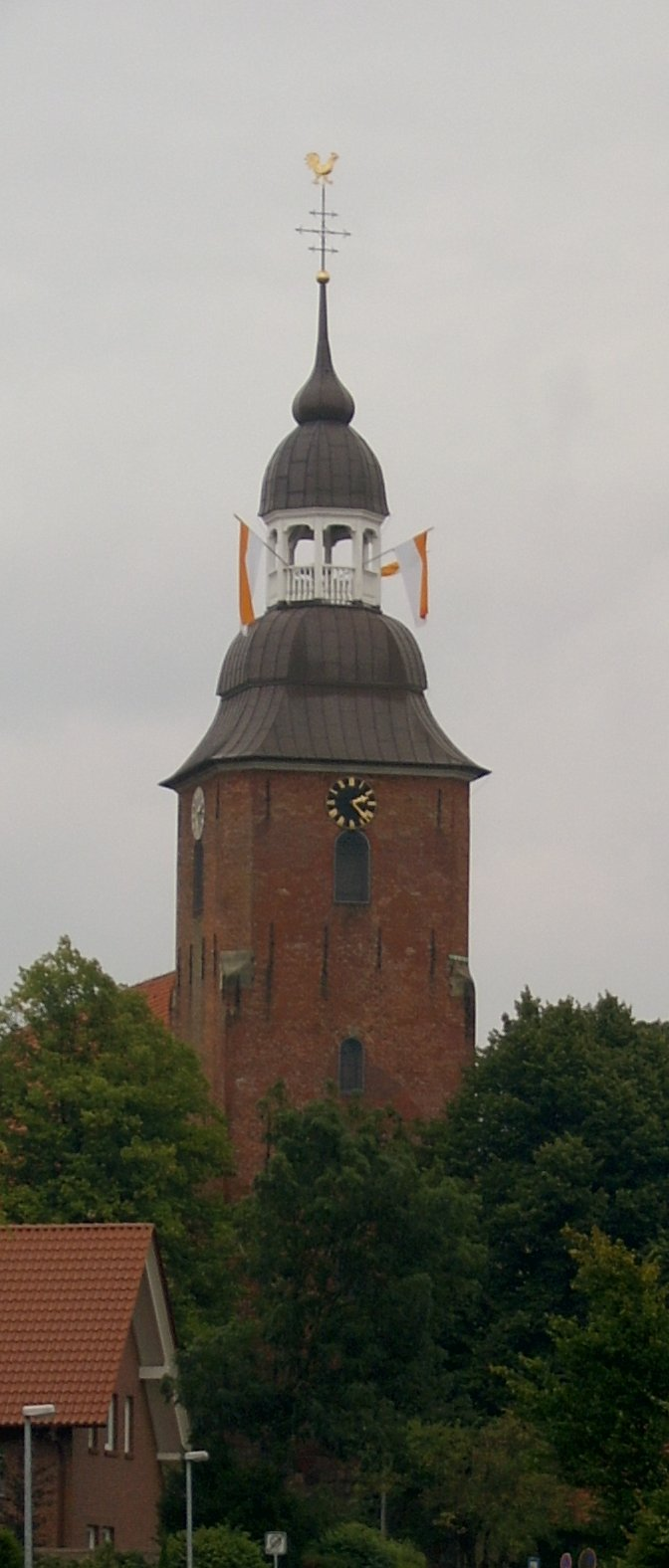
St.-Andreas-kerk in Cloppenburg

- St. Andreaskerk, 18e eeuw

## Dorpen en wijken van de stad
Naast Cloppenburg zelf omvat de stadsgemeente de volgende dorpen en wijken:
- Ambühren
- Bethen
- Emstekerfeld
- Galgenmoor
- Kellerhöhe
- Staatsforsten
- Stapelfeld
- Sternbusch
- Schmertheim
- Vahren

## Geboren
- Werner Berges (1941-2017), pop-art-graficus en kunstschilder
- Michael Anton Sinkel (1785-1848), oprichter van de Winkel van Sinkel